# Ліга націй УЄФА 2018—2019 (Ліга A)
Ліга націй УЄФА 2018—2019 — Ліга A (англ. 2018–19 UEFA Nations League A) — вищий дивізіон Ліги націй УЄФА 2018—2019, що пройде у 2018—2019 роках за участю чоловічих збірних команд 12 членів асоціацій УЄФА. Груповий етап пройшов з 6 вересня по 20 листопада 2018 року, а в червні 2019 року пройшов фінал чотирьох, в якому визначився перший в історії переможець турніру. Ним стали господарі турніру збірна Португалії, яка у фіналі здолала з рахунком 1:0 Нідерланди.

## Формат
Ліга А складається з 12 найкращих збірних, які були розділені на чотири групи з трьох команд. Переможці кожної групи будуть розігрувати трофей у фіналі чотирьох, а треті місця кожної групи будуть понижені у Лігу В.
Фінал Ліги націй відбудеться в червні 2020 року за олімпійською системою (півфінали, матч за 3-є місце, фінал). Країна-господар буде обрана з поміж учасників цього фіналу, що буде обрана 3 грудня 2018 року.
Чотири переможця груп Ліги А при жеребкуванні основної кваліфікації до Євро-2020 будуть розміщені в групи з п'ятьма командами. Крім того, з Ліги А буде виділено одне місце на Євро-2020, за яке поборяться 4 кращі команди кожного дивізіону з числа тих збірних, що не змогли пройти основну кваліфікацію Євро, що розіграють путівки між собою за олімпійською системою в березні 2020 року. Путівки у цей плей-оф спочатку будуть надані переможцям груп, але якщо якийсь з переможців груп вже кваліфікувався на Євро-2020 через основну кваліфікацію, то путівка буде надана наступній кращій команді з цього дивізіону тощо. Якщо у Лізі А буде менше чотирьох команд, які ще не кваліфікувалися на Євро-2020 через основну кваліфікацію, путівки у плей-оф будуть розподілені за допомогою одного з двох методів. Якщо Ліга А має переможця групи, обраного для плей-оф, то путівка буде надана наступній кращій команді у загальному рейтингу з нижчої ліги. Якщо Ліга А не має переможця групи, обраного для плей-оф, то путівка буде надана найкращій команді у загальному рейтингу. Плей-оф складатимуться з одноматчевих півфіналів (найкраща проти четвертої; друга проти третьої; найкраща і друга команди — господарі матчів) і одноматчевого фіналу (місце проведення буде визначено заздалегідь між переможцем півфіналу 1 чи 2).

## Учасники

Карта ліг, в яких бере участь кожна національна команда.
Ліга A

12 найкращих національних збірних УЄФА відповідно до коефіцієнтів національних збірних УЄФА після закінчення європейської кваліфікації Чемпіонату світу 2018 року (не включаючи плей-оф) отримали право поборотись за трофей Кошики для жеребкування були оголошені 7 грудня 2017 року
| Кошик | Збірна     | Коеф   | Місце |
| ----- | ---------- | ------ | ----- |
| 1     | Німеччина  | 40,747 | 1     |
| 1     | Португалія | 38,655 | 2     |
| 1     | Бельгія    | 38,123 | 3     |
| 1     | Іспанія    | 37,311 | 4     |
| 2     | Франція    | 36,617 | 5     |
| 2     | Англія     | 36,231 | 6     |
| 2     | Швейцарія  | 34,986 | 7     |
| 2     | Італія     | 34,426 | 8     |
| 3     | Польща     | 32,982 | 9     |
| 3     | Ісландія   | 31,155 | 10    |
| 3     | Хорватія   | 31,139 | 11    |
| 3     | Нідерланди | 29,866 | 12    |

## Груповий етап
Жеребкування групового етапу відбулося 24 січня 2018 року о 13:00 EET (12:00 CET) у SwissTech Convention Center у Лозанні, Швейцарія.
Зазначено час в EET/EEST, (якщо місцевий час є відмінним, то він вказаний в круглих дужках).

### Група 1
| Поз | Команда    | І | В | Н | П | ГЗ | ГП | РГ | О | Кваліфікація             |     | Нідерланди | Франція | Німеччина |
| --- | ---------- | - | - | - | - | -- | -- | -- | - | ------------------------ | --- | ---------- | ------- | --------- |
| 1   | Нідерланди | 4 | 2 | 1 | 1 | 8  | 4  | +4 | 7 | Вихід у фінал Ліги націй |     | —          | 2–0     | 3–0       |
| 2   | Франція    | 4 | 2 | 1 | 1 | 4  | 4  | 0  | 7 |                          |     | 2–1        | —       | 2–1       |
| 3   | Німеччина  | 4 | 0 | 2 | 2 | 3  | 7  | −4 | 2 |                          | 2–2 | 0–0        | —       |           |

1. 1 2  Різниця забитих м'ячів в матчах між собою: Нідерланди +1, Франція −1.

| 6 вересня 2018 21:45 (20:45 CEST) |

| Німеччина | 0 — 0    | Франція |
| --------- | -------- | ------- |
|           | Протокол |         |

| Альянц-Арена, Мюнхен Глядачів: 67 485 Арбітр: Даніеле Орсато (Італія) |

| 9 вересня 2018 21:45 (20:45 CEST) |

| Франція             | 2 — 1    | Нідерланди |
| ------------------- | -------- | ---------- |
| Мбаппе 14' Жіру 75' | Протокол | Бабел 67'  |

| Стад-де-Франс, Сен-Дені Глядачів: 76 452 Арбітр: Альберто Ундіано Мальєнко (Іспанія) |

| 13 жовтня 2018 21:45 (20:45 CEST) |

| Нідерланди                             | 3 — 0    | Німеччина |
| -------------------------------------- | -------- | --------- |
| ван Дейк 30' Депай 87' Вейналдум 90+3' | Протокол |           |

| Йоган Кройф Арена, Амстердам Глядачів: 52 536 Арбітр: Джюнейт Чакир (Туреччина) |

| 16 жовтня 2018 21:45 (20:45 CEST) |

| Франція                  | 2 — 1    | Німеччина        |
| ------------------------ | -------- | ---------------- |
| Грізманн 62', 80' (пен.) | Протокол | Кроос 14' (пен.) |

| Стад-де-Франс, Сен-Дені Глядачів: 77 300 Арбітр: Милорад Мажич (Сербія) |

| 16 листопада 2018 21:45 (20:45 CET) |

| Нідерланди                       | 2 — 0    | Франція |
| -------------------------------- | -------- | ------- |
| Вейналдум 44' Депай 90+6' (пен.) | Протокол |         |

| Де Кюйп, Роттердам Глядачів: 44 366 Арбітр: Ентоні Тейлор (Англія) |

| 19 листопада 2018 21:45 (20:45 CET) |

| Німеччина          | 2 — 2    | Нідерланди                |
| ------------------ | -------- | ------------------------- |
| Вернер 9' Сане 20' | Протокол | Промес 85' ван Дейк 90+1' |

| Фельтінс-Арена, Гельзенкірхен Глядачів: 42 186 Арбітр: Овідіу Гацеган (Румунія) |

### Група 2
| Поз | Команда   | І | В | Н | П | ГЗ | ГП | РГ  | О | Кваліфікація             |     | Швейцарія | Бельгія | Ісландія |
| --- | --------- | - | - | - | - | -- | -- | --- | - | ------------------------ | --- | --------- | ------- | -------- |
| 1   | Швейцарія | 4 | 3 | 0 | 1 | 14 | 5  | +9  | 9 | Вихід у фінал Ліги націй |     | —         | 5–2     | 6–0      |
| 2   | Бельгія   | 4 | 3 | 0 | 1 | 9  | 6  | +3  | 9 |                          |     | 2–1       | —       | 2–0      |
| 3   | Ісландія  | 4 | 0 | 0 | 4 | 1  | 13 | −12 | 0 |                          | 1–2 | 0–3       | —       |          |

1. 1 2  Різниця забитих м'ячів в матчах між собою: Швейцарія +2, Бельгія −2.

| 8 вересня 2018 19:00 (18:00 CEST) |

| Швейцарія                                                           | 6 — 0    | Ісландія |
| ------------------------------------------------------------------- | -------- | -------- |
| Цубер 13' Закарія 23' Шачірі 53' Сеферович 67' Аєті 71' Мехмеді 82' | Протокол |          |

| Кібунпарк, Санкт-Галлен Глядачів: 14 912 Арбітр: Майкл Олівер (Англія) |

| 11 вересня 2018 21:45 (18:45 WET) |

| Ісландія | 0 — 3    | Бельгія                            |
| -------- | -------- | ---------------------------------- |
|          | Протокол | E. Азар 29' (пен.) Лукаку 31', 81' |

| Лейгардальсведлюр, Рейк'явік Глядачів: 9 710 Арбітр: Сергій Карасьов (Росія) |

| 12 жовтня 2018 21:45 (20:45 CEST) |

| Бельгія         | 2 — 1    | Швейцарія      |
| --------------- | -------- | -------------- |
| Лукаку 58', 84' | Протокол | Гавранович 76' |

| імені короля Бодуена, Брюссель Глядачів: 39 049 Арбітр: Антоніо Матео Лаос (Іспанія) |

| 15 жовтня 2018 21:45 (18:45 WET) |

| Ісландія        | 1 — 2    | Швейцарія              |
| --------------- | -------- | ---------------------- |
| Фіннбогасон 81' | Протокол | Сеферович 52' Ланг 67' |

| Лейгардальсведлюр, Рейк'явік Глядачів: 8 663 Арбітр: Андреас Екберг (Швеція) |

| 15 листопада 2018 21:45 (20:45 CET) |

| Бельгія          | 2 — 0    | Ісландія |
| ---------------- | -------- | -------- |
| Батшуаї 65', 81' | Протокол |          |

| імені короля Бодуена, Брюссель Глядачів: 28 891 Арбітр: Орель Грінфельд (Ізраїль) |

| 18 листопада 2018 21:45 (20:45 CET) |

| Швейцарія                                               | 5 — 2    | Бельгія         |
| ------------------------------------------------------- | -------- | --------------- |
| Родрігес 26' (пен.) Сеферович 31', 44', 84' Ельведі 62' | Протокол | T. Азар 2', 17' |

| Свісспорарена, Люцерн Глядачів: 15 000 Арбітр: Даніеле Орсато (Італія) |

### Група 3
| Поз | Команда    | І | В | Н | П | ГЗ | ГП | РГ | О | Кваліфікація             |     | Португалія | Італія | Польща |
| --- | ---------- | - | - | - | - | -- | -- | -- | - | ------------------------ | --- | ---------- | ------ | ------ |
| 1   | Португалія | 4 | 2 | 2 | 0 | 5  | 3  | +2 | 8 | Вихід у фінал Ліги націй |     | —          | 1–0    | 1–1    |
| 2   | Італія     | 4 | 1 | 2 | 1 | 2  | 2  | 0  | 5 |                          |     | 0–0        | —      | 1–1    |
| 3   | Польща     | 4 | 0 | 2 | 2 | 4  | 6  | −2 | 2 |                          | 2–3 | 0–1        | —      |        |

| 7 вересня 2018 21:45 (20:45 CEST) |

| Італія               | 1 — 1    | Польща         |
| -------------------- | -------- | -------------- |
| Жоржиньйо 78' (пен.) | Протокол | Зелінський 40' |

| Ренато Даль'Ара, Болонья Глядачів: 24 000 Арбітр: Фелікс Цваєр (Німеччина) |

| 10 вересня 2018 21:45 (19:45 WEST) |

| Португалія   | 1 — 0    | Італія |
| ------------ | -------- | ------ |
| A. Сілва 48' | Протокол |        |

| Да Луж, Лісабон Глядачів: 52 635 Арбітр: Вільям Коллам (Шотландія) |

| 11 жовтня 2018 21:45 (20:45 CEST) |

| Польща                        | 2 — 3    | Португалія                              |
| ----------------------------- | -------- | --------------------------------------- |
| Пйонтек 18' Блащиковський 77' | Протокол | А. Сілва 32' Глік 43' (аг) Б. Сілва 52' |

| Сілезький, Хожув Глядачів: 48 783 Арбітр: Карлос дель Серро Гранде (Іспанія) |

| 14 жовтня 2018 21:45 (20:45 CEST) |

| Польща | 0 — 1    | Італія       |
| ------ | -------- | ------------ |
|        | Протокол | Бірагі 90+2' |

| Сілезький, Хожув Глядачів: 41 692 Арбітр: Дамир Скомина (Словенія) |

| 17 листопада 2018 21:45 (20:45 CET) |

| Італія | 0 — 0    | Португалія |
| ------ | -------- | ---------- |
|        | Протокол |            |

| Сан-Сіро, Мілан Глядачів: 73 000 Арбітр: Данні Маккелі (Нідерланди) |

| 20 листопада 2018 21:45 (19:45 WET) |

| Португалія   | 1 — 1    | Польща           |
| ------------ | -------- | ---------------- |
| A. Сілва 34' | Протокол | Мілік 66' (пен.) |

| Афонсу Енрікеш, Гімарайнш Глядачів: 29 917 Арбітр: Сергій Карасьов (Росія) |

### Група 4
| Поз | Команда  | І | В | Н | П | ГЗ | ГП | РГ | О | Кваліфікація             |     | Англія | Іспанія | Хорватія |
| --- | -------- | - | - | - | - | -- | -- | -- | - | ------------------------ | --- | ------ | ------- | -------- |
| 1   | Англія   | 4 | 2 | 1 | 1 | 6  | 5  | +1 | 7 | Вихід у фінал Ліги націй |     | —      | 1–2     | 2–1      |
| 2   | Іспанія  | 4 | 2 | 0 | 2 | 12 | 7  | +5 | 6 |                          |     | 2–3    | —       | 6–0      |
| 3   | Хорватія | 4 | 1 | 1 | 2 | 4  | 10 | −6 | 4 |                          | 0–0 | 3–2    | —       |          |

| 8 вересня 2018 21:45 (19:45 BST) |

| Англія      | 1 — 2    | Іспанія               |
| ----------- | -------- | --------------------- |
| Рашфорд 11' | Протокол | Сауль 13' Родріго 32' |

| Вемблі, Лондон Глядачів: 81 392 Арбітр: Данні Маккелі (Нідерланди) |

| 11 вересня 2018 21:45 (20:45 CEST) |

| Іспанія                                                                  | 6 — 0    | Хорватія |
| ------------------------------------------------------------------------ | -------- | -------- |
| Сауль 24' Асенсіо 33' Л. Калинич 35' (аг) Родріго 49' Рамос 57' Іско 70' | Протокол |          |

| Мануель Мартінес Валеро, Ельче Глядачів: 26 900 Арбітр: Бенуа Бастьєн (Франція) |

| 12 жовтня 2018 21:45 (20:45 CEST) |

| Хорватія | 0 — 0    | Англія |
| -------- | -------- | ------ |
|          | Протокол |        |

| Руєвіца, Рієка Глядачів: 0 Арбітр: Фелікс Брих (Німеччина) |

| 15 жовтня 2018 21:45 (20:45 CEST) |

| Іспанія                  | 2 — 3    | Англія                        |
| ------------------------ | -------- | ----------------------------- |
| Алькасер 58' Рамос 90+8' | Протокол | Стерлінг 16', 38' Рашфорд 30' |

| Естадіо Беніто Вільямарін, Севілья Глядачів: 50 355 Арбітр: Шимон Марциняк (Польща) |

| 15 листопада 2018 21:45 (20:45 CET) |

| Хорватія                      | 3 — 2    | Іспанія                        |
| ----------------------------- | -------- | ------------------------------ |
| Крамарич 54' Єдвай 69', 90+3' | Протокол | Себальйос 56' Рамос 78' (пен.) |

| Максимір, Загреб Глядачів: 33 018 Арбітр: Олексій Кульбаков (Білорусь) |

| 18 листопада 2018 16:00 (14:00 GMT) |

| Англія               | 2 — 1    | Хорватія     |
| -------------------- | -------- | ------------ |
| Лінгард 78' Кейн 85' | Протокол | Крамарич 57' |

| Вемблі, Лондон Глядачів: 78 221 Арбітр: Анастасіос Сідіропулос (Греція) |

## Фінал
Жеребкування відбулося 3 грудня 2018 року в Дубліні, Ірландія.
Зазначено час в EEST (UTC+2) (місцевий час в круглих дужках).

### Сітка
|  | Півфінали                   | Півфінали  |                     |   | Фінал | Фінал |
|  |                             |            |                     |   |       |       |
|  | 5 червня — «Драгау»         |            |                     |   |       |       |
|  |                             |            |                     |   |       |       |
|  | Португалія                  | 3          |                     |   |       |       |
|  | Португалія                  | 3          | 9 червня — «Драгау» |   |       |       |
|  | Швейцарія                   | 1          |                     |   |       |       |
|  | Швейцарія                   | 1          | Португалія          | 1 |       |       |
|  | 6 червня — «Афонсу Енрікеш» |            | Португалія          | 1 |       |       |
|  |                             | Нідерланди | 0                   |   |       |       |
|  | Нідерланди (дч)             | Нідерланди | 0                   | 3 |       |       |
|  | Нідерланди (дч)             |            |                     | 3 |       |       |
|  | Англія                      | 1          |                     |   |       |       |
|  | Англія                      | 1          | Матч за 3-тє місце  |   |       |       |
|  |                             |            |                     |   |       |       |
|  | 9 червня — «Афонсу Енрікеш» |            |                     |   |       |       |
|  |                             |            |                     |   |       |       |
|  | Швейцарія                   | 0 (5)      |                     |   |       |       |
|  | Швейцарія                   | 0 (5)      |                     |   |       |       |
|  | Англія (пен. )              | 0 (6)      |                     |   |       |       |

### Півфінали
| 5 червня 2019 21:45 (19:45 WEST) |

| Португалія            | 3 – 1    | Швейцарія           |
| --------------------- | -------- | ------------------- |
| Роналду 25', 88', 90' | Протокол | Родрігес 57' (пен.) |

| Драгау, Порту Глядачів: 42 415 Арбітр: Фелікс Брих (Німеччина) |

| 6 червня 2019 21:45 (19:45 WEST) |

| Нідерланди                             | 3 – 1 (дч) | Англія             |
| -------------------------------------- | ---------- | ------------------ |
| де Лігт 73' Вокер 97' (аг) Промес 114' | Протокол   | Рашфорд 32' (пен.) |

| Афонсу Енрікеш, Гімарайнш Глядачів: 25 711 Арбітр: Клеман Тюрпен (Франція) |

### Матч за 3-тє місце
| 9 червня 2019 16:00 (14:00 WEST) |

| Швейцарія                                     | 0 – 0    | Англія                                               |
| --------------------------------------------- | -------- | ---------------------------------------------------- |
|                                               | Протокол |                                                      |
|                                               | Пенальті |                                                      |
| Цубер · Джака · Аканджі · Мбабу · Шер · Дрмич | 5–6      | Магвайр · Барклі · Санчо · Стерлінг · Пікфорд · Даєр |

| Афонсу Енрікеш, Гімарайнш Глядачів: 15 742 Арбітр: Овідіу Гацеган (Румунія) |

### Фінал
| 9 червня 2019 21:45 (19:45 WEST) |

| Португалія | 1 – 0    | Нідерланди |
| ---------- | -------- | ---------- |
| Гуедеш 60' | Протокол |            |

| Драгау, Порту Глядачів: 43 199 Арбітр: Альберто Ундіано Мальєнко (Іспанія) |

## Найкращі бомбардири
Протягом турніру було забито  81 голів у 28 матчах, з середнім показником 2.89 голів за матч.
5 голів
- Гаріс Сеферович

4 голи
- Ромелу Лукаку

3 голи
- Маркус Рашфорд
- Кріштіану Роналду
- Андре Сілва
- Серхіо Рамос

2 голи
- Міші Батшуаї
- Торган Азар
- Тин Єдвай
- Андрей Крамарич
- Рахім Стерлінг
- Антуан Грізманн
- Мемфіс Депай
- Вірджіл ван Дейк
- Квінсі Промес
- Джорджиніо Вейналдум
- Родріго
- Сауль Ньїгес
- Рікардо Родрігес

1 гол
- Еден Азар
- Гаррі Кейн
- Джессі Лінгард
- Олів'є Жіру
- Кіліан Мбаппе
- Тоні Кроос
- Лерой Сане
- Тімо Вернер
- Альвред Фіннбогасон
- Крістіано Бірагі
- Жоржиньйо
- Раян Бабел
- Маттейс де Лігт
- Якуб Блащиковський
- Аркадіуш Мілік
- Кшиштоф Пйонтек
- Пйотр Зелінський
- Гонсалу Гуедеш
- Бернарду Сілва
- Франсіско Алькасер
- Марко Асенсіо
- Дані Себальйос
- Іско
- Альбіан Аєті
- Ніко Ельведі
- Маріо Гавранович
- Міхаель Ланг
- Адмір Мехмеді
- Джердан Шачірі
- Деніс Закарія
- Стівен Цубер

1 автогол
- Ловре Калинич (проти Іспанії)
- Кайл Вокер (проти Нідерландів)
- Каміль Глік (проти Португалії)

## Загальний рейтинг
12 команд Ліги A були розміщені з 1-го до 12-го місця в загальному рейтингу Ліги націй УЄФА 2018—2019 відповідно до наступних правил:
- Команди, що фінішували першими в своїх групах, розміщені з 1-го по 4-е місце відповідно до результатів фіналу Ліги націй.
- Команди, що фінішували другими в своїх групах, розміщені з 5-го по 8-е місце відповідно до результатів групового етапу.
- Команди, що фінішували третіми в своїх групах, розміщені з 9-го по 12-е місце відповідно до результатів групового етапу.

| М  | Груп | Команда    | І | В | Н | П | ГЗ | ГП | РГ  | О |
| -- | ---- | ---------- | - | - | - | - | -- | -- | --- | - |
| 1  | A3   | Португалія | 4 | 2 | 2 | 0 | 5  | 3  | +2  | 8 |
| 2  | A1   | Нідерланди | 4 | 2 | 1 | 1 | 8  | 4  | +4  | 7 |
| 3  | A4   | Англія     | 4 | 2 | 1 | 1 | 6  | 5  | +1  | 7 |
| 4  | A2   | Швейцарія  | 4 | 3 | 0 | 1 | 14 | 5  | +9  | 9 |
|    |      |            |   |   |   |   |    |    |     |   |
| 5  | A2   | Бельгія    | 4 | 3 | 0 | 1 | 9  | 6  | +3  | 9 |
| 6  | A1   | Франція    | 4 | 2 | 1 | 1 | 4  | 4  | 0   | 7 |
| 7  | A4   | Іспанія    | 4 | 2 | 0 | 2 | 12 | 7  | +5  | 6 |
| 8  | A3   | Італія     | 4 | 1 | 2 | 1 | 2  | 2  | 0   | 5 |
|    |      |            |   |   |   |   |    |    |     |   |
| 9  | A4   | Хорватія   | 4 | 1 | 1 | 2 | 4  | 10 | −6  | 4 |
| 10 | A3   | Польща     | 4 | 0 | 2 | 2 | 4  | 6  | −2  | 2 |
| 11 | A1   | Німеччина  | 4 | 0 | 2 | 2 | 3  | 7  | −4  | 2 |
| 12 | A2   | Ісландія   | 4 | 0 | 0 | 4 | 1  | 13 | −12 | 0 |

## Плей-оф кваліфікації
Чотири кращі команди Ліги А відповідно до загального рейтингу, які не кваліфікувалися на Чемпіонат Європи з футболу 2020 через груповий етап, будуть змагатися в плей-оф, переможці якого кваліфікуються на фінальний турнір. Якщо в Лізі А залишилося менше чотирьох команд, які не кваліфікувалися напряму, то вільні місця переходять до команд з іншої ліги відповідно до загального рейтингу.
| М    | Команда       |
| ---- | ------------- |
| 1 GW | Португалія    |
| 2 GW | Нідерланди[H] |
| 3 GW | Англія[H]     |
| 4 GW | Швейцарія     |
| 5    | Бельгія       |
| 6    | Франція       |
| 7    | Іспанія[H]    |
| 8    | Італія[H]     |
| 9    | Хорватія      |
| 10   | Польща        |
| 11   | Німеччина[H]  |
| 12   | Ісландія      |

Ключ
1. GW Переможець групи Ліги націй
2. H Країна-господар Євро-2020
3. Команда вийшла до плей-оф
4. Команда кваліфікувалася напряму

## Позначки
1. ↑  EET (UTC+2) для матчів у листопаді 2018 року, і EEST (UTC+3) для всіх інших.
2. ↑  Матч Хорватія - Англія зіграний за порожніх трибун через покарання УЄФА Хорватії за расистську поведінку під час їхнього домашнього матчу відбору на Євро-2016 проти Італії.[31]